# Krousón
Krousón är en ort i Grekland.   Den ligger i prefekturen Nomós Irakleíou och regionen Kreta, i den sydöstra delen av landet, 300 km söder om huvudstaden Aten. Krousón ligger 427 meter över havet och antalet invånare är 2 811.
Terrängen runt Krousón är huvudsakligen kuperad, men söderut är den bergig.Runt Krousón är det ganska glesbefolkat, med 50 invånare per kvadratkilometer. Närmaste större samhälle är Heraklion, 18,1 km nordost om Krousón. Trakten runt Krousón består till största delen av jordbruksmark.